# Jacques Alexandre Charles
Jacques Alexandre Cesar Charles (ur. 12 listopada 1746 w Beaugency, zm. 7 kwietnia 1823 w Paryżu) – francuski fizyk.

## Życiorys
Sformułował prawo Charles’a oraz pierwszą wersję prawa Gay-Lussaca (zwaną też prawem Gay-Lussaca-Charles’a lub prawem Charles’a-Gay-Lussaca).
Jako pierwszy wzniósł się osobiście w wynalezionym przez siebie napełnianym wodorem balonie w dniu 1 grudnia 1783 roku, w dziewięć dni po locie balonu, z ochotnikami na pokładzie, zaprojektowanego przez braci Montgolfier.